# Aide majeure à la navigation
Pour les articles homonymes, voir AMN.
L'Aide Majeure à la Navigation (AMN) était un projet de phare géant placé à l'entrée du rail d'Ouessant, en France. Le projet n'a finalement pas abouti, pour des raisons de faisabilité et de coût de construction.

## Historique
Le projet voit le jour en 1978, en réaction à la catastrophe de l'Amoco Cadiz. L'Organisation maritime internationale propose de construire trois grands phares pour servir de marques d'atterrissage respectivement à l'entrée ouest de la Manche près d'Ouessant, en Manche centrale près des Casquets et dans la zone du banc de Sandettié.
Ces ouvrages s'inscrivaient dans une éventuelle refonte de l'organisation de la circulation des navires en Manche entre les atterrissages de Ouessant et du Pas de Calais.
Un appel d'offres avec concours portant sur l'établissement du projet de trois structures a été lancé le 23 aout 1979.
Seul le projet à l'entrée du rail d'Ouessant à la position 48° 22′ 36″ N, 6° 04′ 30″ O, a fait l'objet d'une étude. Cette mission a été confiée au Service Maritime de Seine-Maritime (1ère section) assisté du bureau d'étude du Port Autonome du Havre.
À cause de problèmes de financement, et par crainte que le poids du phare ne le fasse s'enfoncer dans le sable, le projet est officiellement abandonné en mai 1986,. Une balise flottante, existant depuis 1983, remplace finalement la tour.
À la suite de l'abandon du projet, une étude a été menée pour la réalisation d'une structure flottante type « bateau feu » équipée d'un ballon captif gonflé à l'hélium et situé à 100 mètres d'altitude. Ce projet dont les études étaient menées par le Port Autonome du Havre n'a jamais abouti.

## Architecture
Trois conceptions ont été principalement étudiées :
- une à charpente métallique à base carrée, posée sur le fond ;
- une à caisson flottant en béton, surmonté d'une tour en béton ;
- une à base pyramidale à trois côtés, en acier et béton, surmontée d'une tour.

De ces trois conceptions, la dernière est retenue. La structure est formée d'un triangle vertical en béton, étayé à chaque angle par un bras métallique, l'ensemble formant un tétraèdre. La tour qui le surmonte possède une plate-forme pour hélicoptères gros porteurs, un pont hébergeant divers appareillages techniques, une station météorologique, et deux laboratoires biologique et océanographique.
Le pont devait culminer à 80 mètres, et le phare à 105 mètres au-dessus de la mer, ce qui aurait porté la taille totale de l'édifice de 232 mètres. Le feu, automatisé, devait avoir une portée de 40 milles ; un radiophare d'une portée de 100 milles et une balise radar d'une portée de 30 milles devaient compléter l'équipement.